# Вали Парк (Оклахома)
Вали Парк (енгл. Valley Park) град је у америчкој савезној држави Оклахома.

## Демографија
По попису из 2010. године број становника је 77, што је 53 (220,8%) становника више него 2000. године.
| Група             | 2000.      | 2010.      |
| Белци             | 22 (91,7%) | 59 (76,6%) |
| Афроамериканци    | 0 (0,0%)   | 0 (0,0%)   |
| Азијати           | 0 (0,0%)   | 0 (0,0%)   |
| Хиспаноамериканци | 0 (0,0%)   | 1 (1,3%)   |
| Укупно            | 24         | 77         |